# Resolutie 612 Veiligheidsraad Verenigde Naties
Resolutie 612 van de Veiligheidsraad van de Verenigde Naties werd unaniem aangenomen op 9 mei 1988.

## Achtergrond
Tussen 1980 en 1988 waren Irak en Iran in een bloedige oorlog verwikkeld. Toen Iran begin 1982 de bovenhand haalde besloot het Irak — dat de oorlog was begonnen — binnen te vallen om er enkele heilige steden te veroveren. In Irak stootten ze echter op hevig verzet van een ingegraven vijand en het offensief mislukte. In 1983 ging Iran weer zwaar in de aanval maar opnieuw zonder succes. Het gehavende Irak wilde terug vrede sluiten, maar Iran weigerde dat. De vastgelopen oorlog verplaatste zich onder meer naar de Perzische Golf. In 1984 viel Irak Iraanse olietankers aan, waarna Iran tankers aanviel die met Iraakse olie van Koeweit kwamen of van landen die Irak steunden. De meeste aanvallen werden door Iran uitgevoerd op Koeweitse tankers. In 1985-86 begon Irak zonder veel succes een offensief dat door Iran werd beantwoord door een tegenoffensief. Irak zette op grote schaal chemische en biologische wapens, in waarbij tienduizenden mensen omkwamen.

## Inhoud
De Veiligheidsraad:
- Heeft het rapport van de missie die het gebruik van chemische wapens in het conflict tussen Iran en Irak moest onderzoeken in beraad genomen.
- Is ontsteld dat chemische wapens nog steeds en zelfs meer gebruikt worden.

1. Bevestigt de nood aan de strikte naleving van het Protocol van Genève.
2. Veroordeelt het gebruik van chemische wapens.
3. Verwacht van beide zijden geen chemische wapens meer te zullen gebruiken.
4. Roept alle landen op om de uitvoer van chemische producten die zijn bedoeld voor de productie van chemische wapens naar de bij het conflict betrokken partijen streng te controleren.
5. Besluit om op de hoogte te blijven en op de uitvoering van deze resolutie toe te zien.

## Verwante resoluties
- Resolutie 588 Veiligheidsraad Verenigde Naties (1986)
- Resolutie 598 Veiligheidsraad Verenigde Naties (1987)
- Resolutie 616 Veiligheidsraad Verenigde Naties
- Resolutie 619 Veiligheidsraad Verenigde Naties

Lijst ·  607 ·  608 ·  609 ·  610 ·  611 ·  612 ·  613 ·  614 ·  615 ·  616 ·  617 ·  618 ·  619 ·  620 ·  621 ·  622 ·  623 ·  624 ·  625 ·  626